# Ханак, Антон
Антон Ханак (нем. Anton Hanak; 22 марта 1875, Брно, Австро-Венгрия — 7 января 1934, Вена, Австрия) — австрийский скульптор чешского происхождения.
Представитель экспрессионизма.

## Биография
С 1889 года жил и творил в Вене. Учился в Венской академии изящных искусств у Эдмунда фон Хельмера. В 1898 году участвовал в вечерних курсах скульптуры, руководимых профессорами Камилло Зитте и Антоном Бренеком.
В 1904 году, получив стипендию, совершил поездку в Италию.
С 1906 года был членом творческого объединения «Венский Сецессион» и объединения искусств и ремесел «Венские мастерские». Один из основателей австрийского Веркбунда, производственного союза, целью которого была реорганизация строительства и художественных ремёсел Австрии на современной промышленной основе.
В 1913 году стал профессором в Школе ремёсел в Вене, а в 1932 году — профессором венской Академии изящных искусств.
Умер в 1934 году от сердечной недостаточности. Похоронен на Хитцингском кладбище Вены.
Изображен на австрийской постовой марке 1984 года.

## Творчество
Автор скульптур, бюстов, украшений, надгробий и дизайнерских работ небольших объектов для повседневного использования.
Наиболее известные работы — бюст Виктора Адлера для памятника Республики, скульптура Матери для памятника Воинам на Центральном кладбище Вены.
Многие небольшие работы скульптора хранятся ныне в художественных музеях Праги, Оломоуца, Простеёва, Опавы и др.

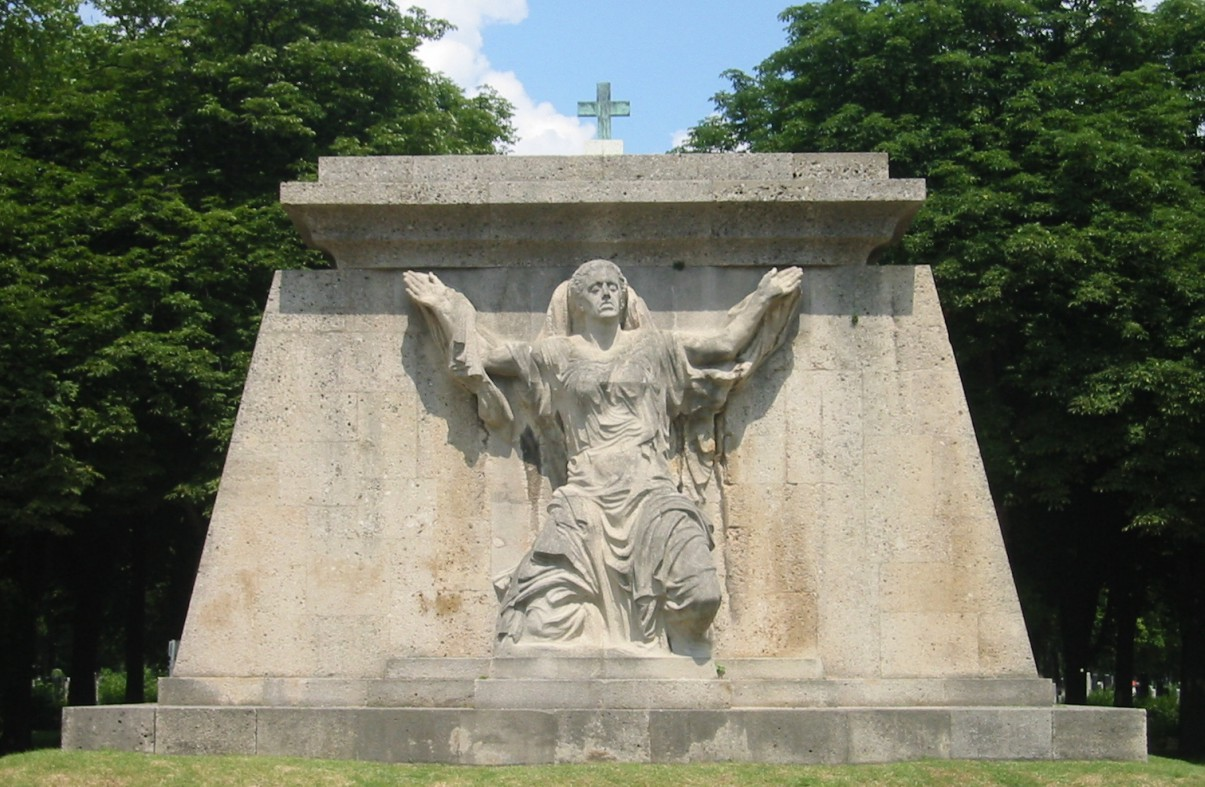
Скульптура Матери на памятнике Воинам на Центральном кладбище  Вены
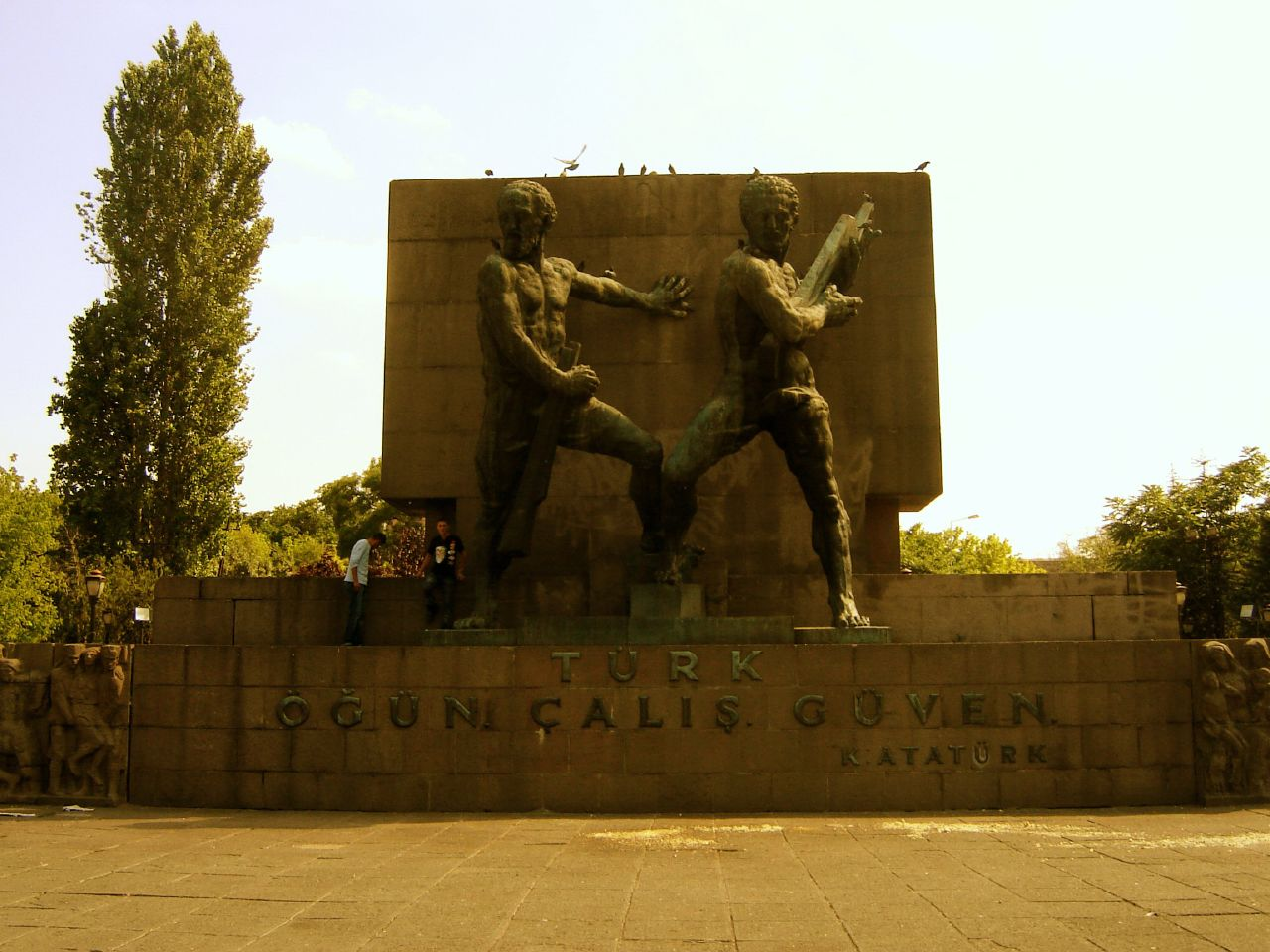
Памятник доверия. Анкара
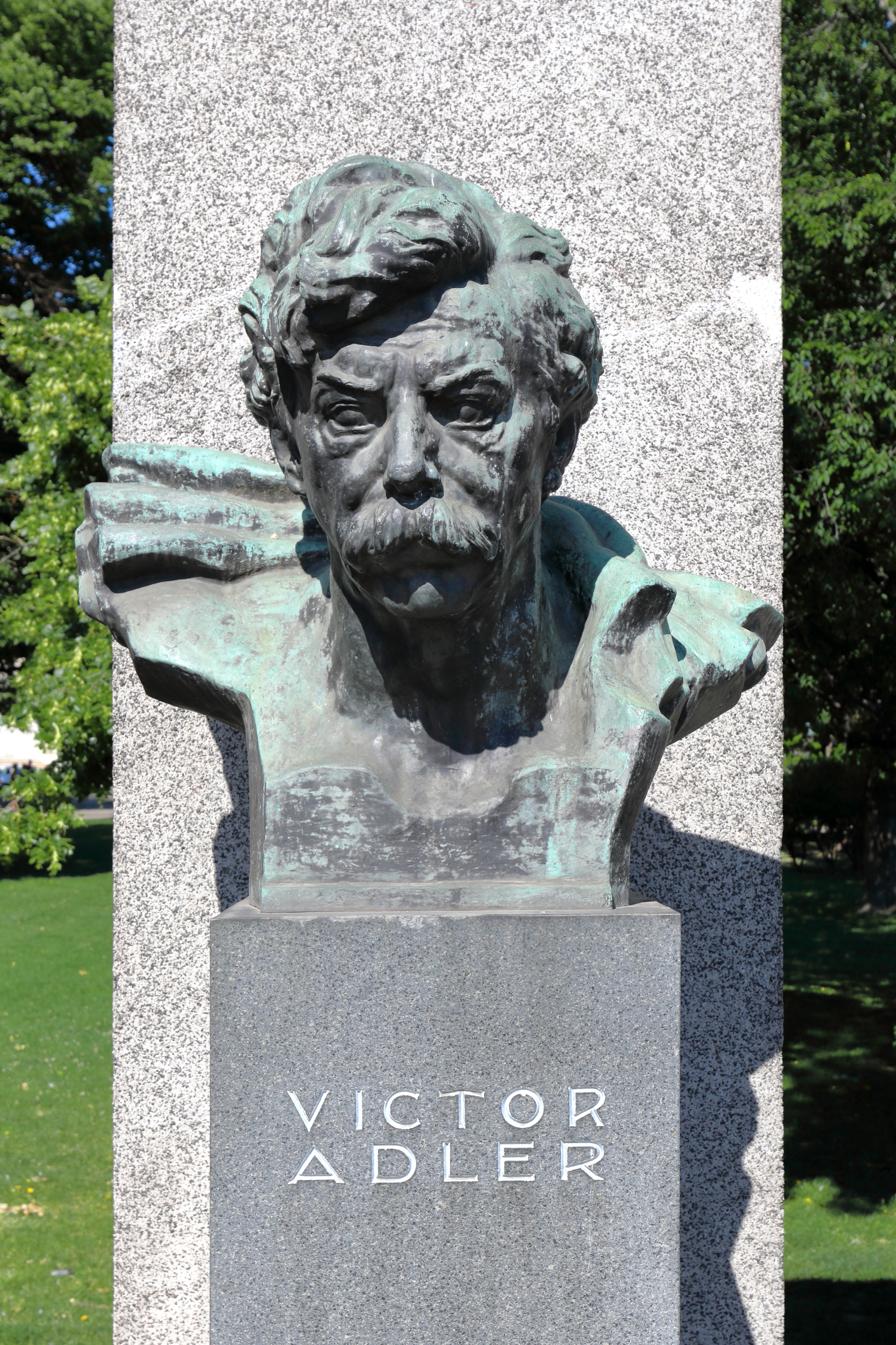
Бюст В. Адлера для памятника Республики, Вена
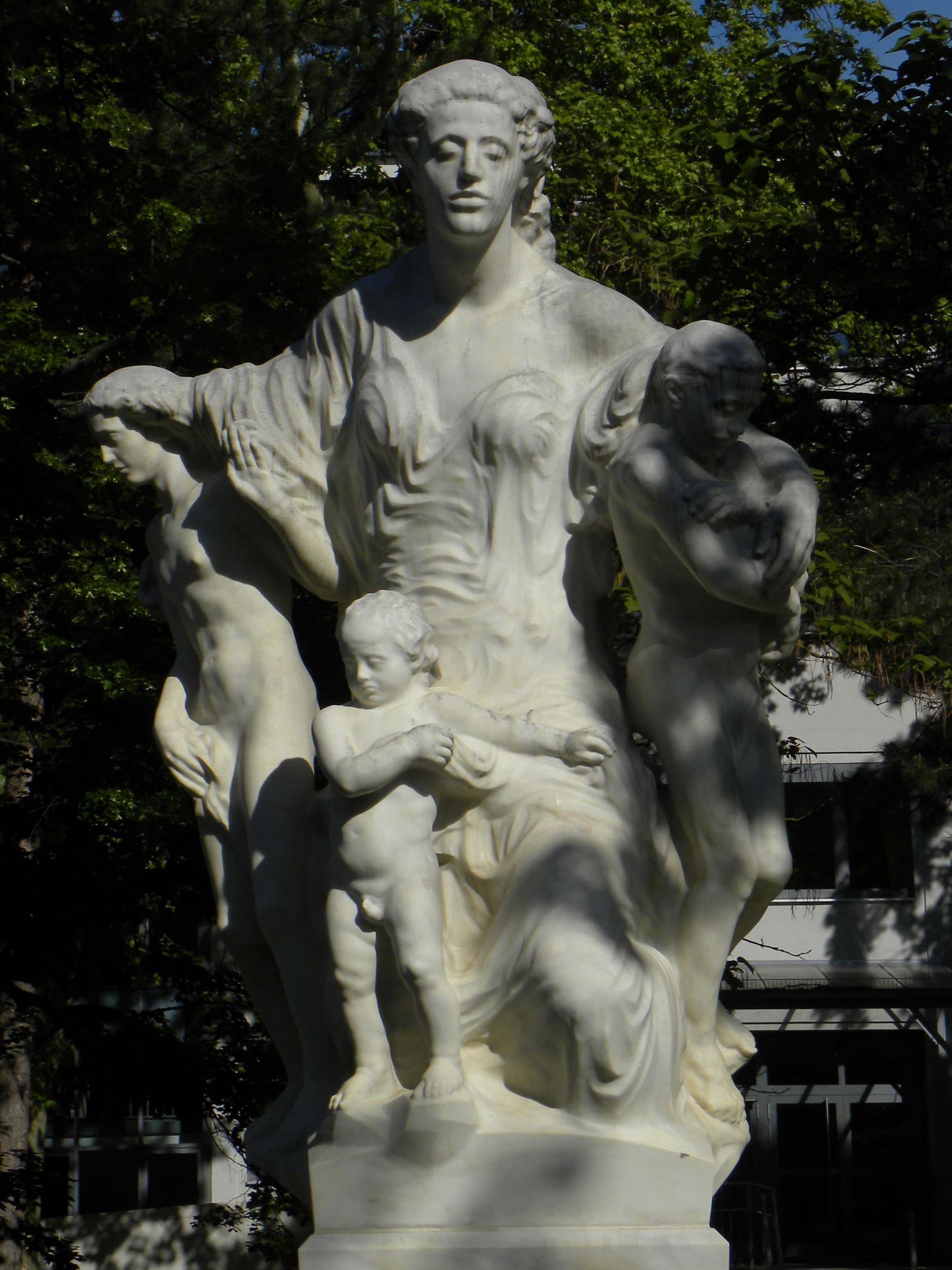
Magna Mater-Brunnen. Вена